# Bodensee (Göttingeni járás)
Bodensee település Németországban, azon belül Alsó-Szászország tartományban. Lakosainak száma 787 fő (2023. december 31.).

## Népesség
A település népességének változása:
| Lakosok száma | 829  | 815  | 790  | 792  | 798  | 795  | 787  |
|               | 2014 | 2016 | 2017 | 2019 | 2021 | 2022 | 2023 |